# Dekanat Litija
Dekanat Litija – jeden z 17 dekanatów rzymskokatolickich wchodzących w skład archidiakonatu Gorenjske in Zasavje archidiecezji lublańskiej w Słowenii. 
Według danych na rok 2015, w jego skład wchodzi 13 parafii.

## Lista parafii
Źródło:
| Lp. | Miejscowość             | Parafia                                        | Proboszcz                                               | Kościół                                                               | Grafika |
| --- | ----------------------- | ---------------------------------------------- | ------------------------------------------------------- | --------------------------------------------------------------------- | ------- |
| 1   | Hotič                   | Parafia św. Heleny, cesarzowej                 | nadzorowana przez proboszcza parafii Kresnice           | Kościół św. Heleny w Hotič                                            |         |
| 2   | Janče                   | Parafia św. Mikołaja z Miry, biskupa           | nadzorowana przez proboszcza parafii Štanga             | Kościół św. Mikołaja z Miry w Janče                                   |         |
| 3   | Javorje pri Litiji      | Parafia Wniebowzięcia Najświętszej Maryi Panny | nadzorowana przez proboszcza parafii Šmartno pri Litiji | Kościół Wniebowzięcia Najświętszej Maryi Panny w Javorje pri Litiji   |         |
| 4   | Kresnice                | Parafia św. Benedykta, opata                   | Štefan Pavli                                            | Kościół św. Benedykta w Kresnice                                      |         |
| 5   | Litija                  | Parafia św. Mikołaja, biskupa                  | Jože Tomšič                                             | Kościół św. Mikołaja w Litija                                         |         |
| 6   | Polšnik                 | Parafia Najświętszej Maryi Panny z Lourdes     | nadzorowana przez proboszcza parafii Sava               | Kościół Najświętszej Maryi Panny z Lourdes w Polšnik                  |         |
| 7   | Prežganje               | Parafia św. Małgorzaty, męczennicy             | Janko Gašparič OFMConv                                  | Kościół św. Małgorzaty w Prežganje                                    |         |
| 8   | Primskovo na Dolenjskem | Parafia Narodzenia Najświętszej Maryi Panny    | msgr. Jože Hauptman                                     | Kościół Narodzenia Najświętszej Maryi Panny w Primskovo na Dolenjskem |         |
| 9   | Sava                    | Parafia św. Mikołaja, biskupa                  | Andrej Rovšek                                           | Kościół św. Mikołaja w Sava                                           |         |
| 10  | Sveta Gora              | Parafia Narodzenia Najświętszej Maryi Panny    | Maks Kozjek                                             | Kościół Narodzenia Najświętszej Maryi Panny w Sveta Gora              |         |
| 11  | Šmartno pri Litiji      | Parafia św. Marcina, biskupa                   | Janez Kvaternik                                         | Kościół św. Marcina w Šmartno pri Litiji                              |         |
| 12  | Štanga                  | Parafia św. Antoniego Padewskiego              | Frančišek Jerant                                        | Kościół św. Antoniego Padewskiego w Štanga                            |         |
| 13  | Vače                    | Parafia św. Andrzeja Apostoła                  | Ivan Trnovec                                            | Kościół św. Andrzeja Apostoła w Vače                                  |         |